# Zijdehaai
De zijdehaai (Carcharhinus falciformis), ook wel kanhaai, is een haai uit de familie van de requiemhaaien.

## Natuurlijke omgeving
De zijdehaai komt wereldwijd voor in de tropische wateren. In meer detail:
- Het westen van de Atlantische Oceaan van Massachusetts (Verenigde Staten) tot het zuiden van Brazilië, inclusief de Golf van Mexico en de Caraïbische Zee, o.a. Aruba en Curaçao.[6]
- Het oosten van de Atlantische Oceaan van Spanje en Madeira[6] tot het noorden van Angola,[6] inclusief Sint-Pieter-en-Sint-Paulusrotsen[7] en Kaapverdië.[8]
- De Indische Oceaan en het westen van de Grote Oceaan van de Rode Zee en Natal (Zuid-Afrika)[9] tot China, Nieuw-Zeeland[10] en de Carolinen, Hawaï,[11] Phoenix- en Line-eilanden.
- Het oosten van de Grote Oceaan van het zuiden van Baja California, (Mexico)[6] tot het noorden van Chili.[12]

## Synoniemen
- Aprionodon sitankaiensis - Herre, 1934[13]
- Carcharhinus atrodorsus - Deng, Xiong & Zhan, 1981[14]
- Carcharhinus floridanus - Bigelow, Schroeder & Springer, 1943[15]
- Carcharhinus menisorrah - (Müller & Henle, 1839)[2]
- Carcharias falciformis - Müller & Henle, 1839[2]
- Carcharias menisorrah - Müller & Henle, 1839[2]
- Eulamia malpeloensis - Fowler, 1944[16]
- Eulamia menisorrah - (Müller & Henle, 1839)[2]
- Gymnorhinus pharaonis - Hemprich & Ehrenberg, 1899[17]

Zwartsnuithaai (C. acronotus) · Zilverpunthaai (C. albimarginatus) · Grootsnuithaai (C. altimus) · Sierlijke haai (C. amblyrhynchoides) · Grijze rifhaai (C. amblyrhynchos) · Varkensooghaai (C. amboinensis) · Borneohaai (C. borneensis) · Koperhaai (C. brachyurus) · Tolhaai (C. brevipinna) · Nerveuze haai (C. cautus) · Pacifische kleinstaarthaai (C. cerdale) · Witwanghaai (C. dussumieri) · Zijdehaai (C. falciformis) · Kreekhaai (C. fitzroyensis) · Galapagoshaai (C. galapagensis) · Pondicherryhaai (C. hemiodon) · Fijntandhaai (C. isodon) · Gladtandzwarttiphaai (C. leiodon) · Stierhaai (C. leucas) · Zwartpunthaai (C. limbatus) · Oceanische witpunthaai (C. longimanus) · Hardsnuithaai (C. macloti) · C. macrops · Zwartpuntrifhaai (C. melanopterus) · Schemerhaai (C. obscurus) · Caribische rifhaai (C. perezii) · Zandbankhaai (C. plumbeus) · Atlantische kleinstaarthaai (C. porosus) · Zwartstiphaai (C. sealei) · Nachthaai (C. signatus) · Vlekstaarthaai (C. sorrah) · Australische zwartpunthaai (C. tilstoni)